# Teraristika
Teraristika je obor chovatelství, zabývající se zájmovým, popřípadě i komerčním chovem bezobratlých (například pavouků a štírů), obojživelníků (například čolků, mloků a žab) a plazů (hadi, želvy a ještěři). Chov probíhá v teráriích či akvateráriích.

## Typy terárií
- akvaterárium – je terárium, jehož plochu zčásti tvoří vodní nádrž. Chováme v něm vodní želvy, krokodýly, většinu obojživelníků, některé ještěry, hady i bezobratlé
- paludárium – je terárium s malou vodní nádrží, které napodobuje biotop bažiny. Chováme v něm obojživelníky, některé druhy hadů a želv
- insektárium – slouží k chovu hmyzu, pavouků a jiných suchozemských bezobratlých
- pouštní (suché) terárium – má substrát tvořený pískem, nižší vzdušnou vlhkost a je vyhříváno pomocí zářivek. Hodí se k chovu pouštních ještěrů, hadů a některých suchozemských želv
- tropické terárium – má zpravidla skříňovitý tvar (největší rozměr je výška), vyznačuje se vysokou teplotou i vlhkostí, je vhodné jej osadit rostlinami. Hodí se především pro stromové žáby, chameleony a další šplhavá zvířata

## Krmení terarijních zvířat
Většina terarijních zvířat je masožravých. Podle velikosti krmíme hmyzem (octomilky, cvrčci, larvy potemníků, švábi aj.), žížalami, hlodavci, rybami nebo jinými drobnými obratlovci (např. jednodenní kuřata), méně vhodnou potravou je rozkrájené libové maso. Býložravým druhům předkládáme listy rostlin, různé druhy ovoce a zeleniny, jednostranné krmení např. pouze salátem poškozuje zdraví zvířat. Pro některé živočichy (např. želvy) lze použít i kočičí konzervy nebo průmyslově vyráběné granule a pelety. Při krmení plazů i obojživelníků je nutné potravu doplňovat minerály a vitamíny, avitaminóza může mít vážné následky hlavně pro mláďata.

## Manipulace s terarijními zvířaty
Ne všechny druhy terarijních zvířat je možné brát do rukou. Pro manipulaci s hmyzem a drobnějšími pavouky se hodí entomologická měkká pinzeta, sklípkany je možno většinou brát do ruky nebo je naženeme do připravené krabičky. Vodní živočichy nikdy nebereme do holé ruky, vhodné je použít síťku. K manipulaci s hady se užívá háček, popřípadě speciální kleště na dlouhé násadě, které jsou nezbytné pro manipulaci s jedovatými hady. Plazy včetně vodních želv přepravujeme v plátěných sáčcích, larvy obojživelníků a žab i vodní bezobratlé v igelitových sáčcích s vodou. Suchozemské bezobratlé vkládáme do krabiček s malými otvory, umožňujícími výměnu vzduchu. Pakobylky, chameleony a další křehké stromové živočichy lze převážet v krabičkách s pevně uchycenou větví.